# Tuemose (Søby Sogn)
 For alternative betydninger, se Tuemose. (Se også artikler, som begynder med Tuemose)
Tuemose er en en mose nær Søby og en del af Herremarkerne. Navnet deles med et husmandssted ved mosen, som den dag i dag er renoveret og beboet.
|  | Denne artikel om lokaliteten Tuemose (Søby Sogn) kan blive bedre, hvis der indsættes et (bedre) billede. Du kan hjælpe ved at afsøge Wikimedia Commons for et passende billede eller lægge et op på Wikimedia Commons med en af de tilladte licenser og indsætte det i artiklen. |

|  | Denne artikel kan blive bedre, hvis der indsættes geografiske koordinater Denne artikel omhandler et emne, som har en geografisk lokation. Du kan hjælpe ved at indsætte koordinater i wikidata. |